# گراس ام کامپ
گراس ام کامپ (به آلمانی: Gars am Kamp) یک منطقهٔ مسکونی در اتریش است که در ناحیه هورن واقع شده‌است. گراس ام کامپ ۵۰٫۴۲ کیلومتر مربع مساحت دارد ۲۵۶ متر بالاتر از سطح دریا واقع شده‌است.

## خواهرخوانده
شهر گارس خواهرخواندهٔ گراس ام کامپ هست.